# Публий Сесций
Публий Сесций (Сестий) (на латински: Publius Sestius) e сенатор и политик на Римската република през 1 век пр.н.е. Приятел е с Цицерон, който през 56 пр.н.е. пише за него речта „pro Sestio“.
Произлиза от патриции фамилията Сестии. Син е на Луций Сестий (народен трибун).
Женен е за Постумия, дъщеря на Гай Постумий Албин и има с нея един син Луций Сесций Албаниан Квиринал (суфектконсул 23 пр.н.е.) и една дъщеря. След смъртта на Постумия се жени за Корнелия, дъщеря на Луций Корнелий Сципион Азиатик (консул 83 пр.н.е.).
През 63 пр.н.е. той е квестор при консула Гай Антоний Хибрида. Помага в Капуа на Цицерон по време на заговора на Катилина. Придружава главнокомандващия Антоний Хибрида, който завежда войска към Етрурия. Помага на Марк Петрей, който поема командото в началото на битката, понеже Антоний Хибрида не може да участва в боевете заради болки на крака, в началото на 62 пр.н.е. при Пистория и побеждават революционера Луций Сергий Катилина. След това е проквестор при Гай Антоний Хибрида в Македония.
През 57 пр.н.е. е народен трибун. През 56 пр.н.е. e едил, 53 пр.н.е. става претор и пропретор през 50 пр.н.е. и управител на Киликия (48 – 47 пр.н.е.).